# أندرسون غوميز
أندرسون غوميز هو لاعب كرة قاعدة برازيلي، ولد في 12 مارس 1985 في ساو باولو في البرازيل.

## وصلات خارجية
- أندرسون غوميز على موقعبيزبول رفرنس.كوم (الدوري الثانوي) (الإنجليزية)
- أندرسون غوميز على موقع مشجعي الرسوم البيانية (الإنجليزية)